# Doug Dillard

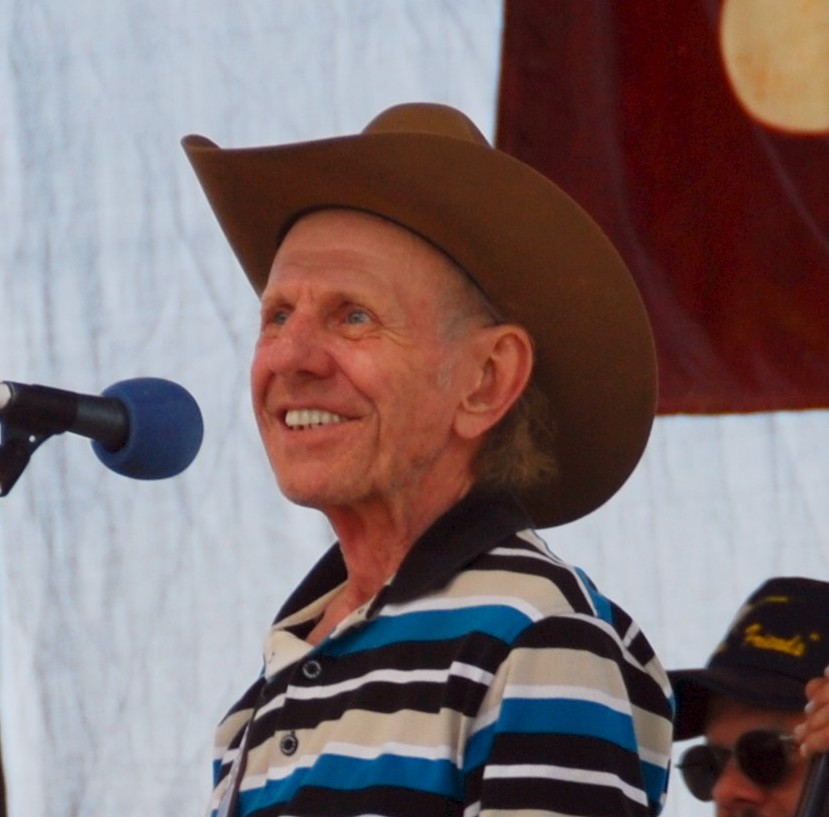
Doug Dillard (2007)

Douglas Flint „Doug“ Dillard (* 6. März 1937 in Salem, Missouri; † 16. Mai 2012 in Nashville) war ein US-amerikanischer Country- und Bluegrass-Musiker und Banjo-Spieler.
Von 1956 bis 1959 spielte er mit seinem Bruder Rodney Dillard in der Jugendband Ozark Mountain Boys, aus der 1962 die Gruppe The Dillards hervorging.
Nach den ersten drei Alben verließ er die Gruppe, tourte mit den Byrds, komponierte Filmmusik, arbeitete für mehrere Alben mit Gene Clark zusammen als Dillard & Clark und erstellte zwei Alben mit John Hartford.